# Das Gespensterschloss (Oper)
Das Gespensterschloss (polnisch: Straszny Dwór, englisch: The Haunted Manor) ist eine Oper in vier Akten von Stanisław Moniuszko mit einem Libretto von Jan Chęciński. Sie gilt als das beste Werk Moniuszkos und als polnischste aller polnischen Opern.

## Handlung

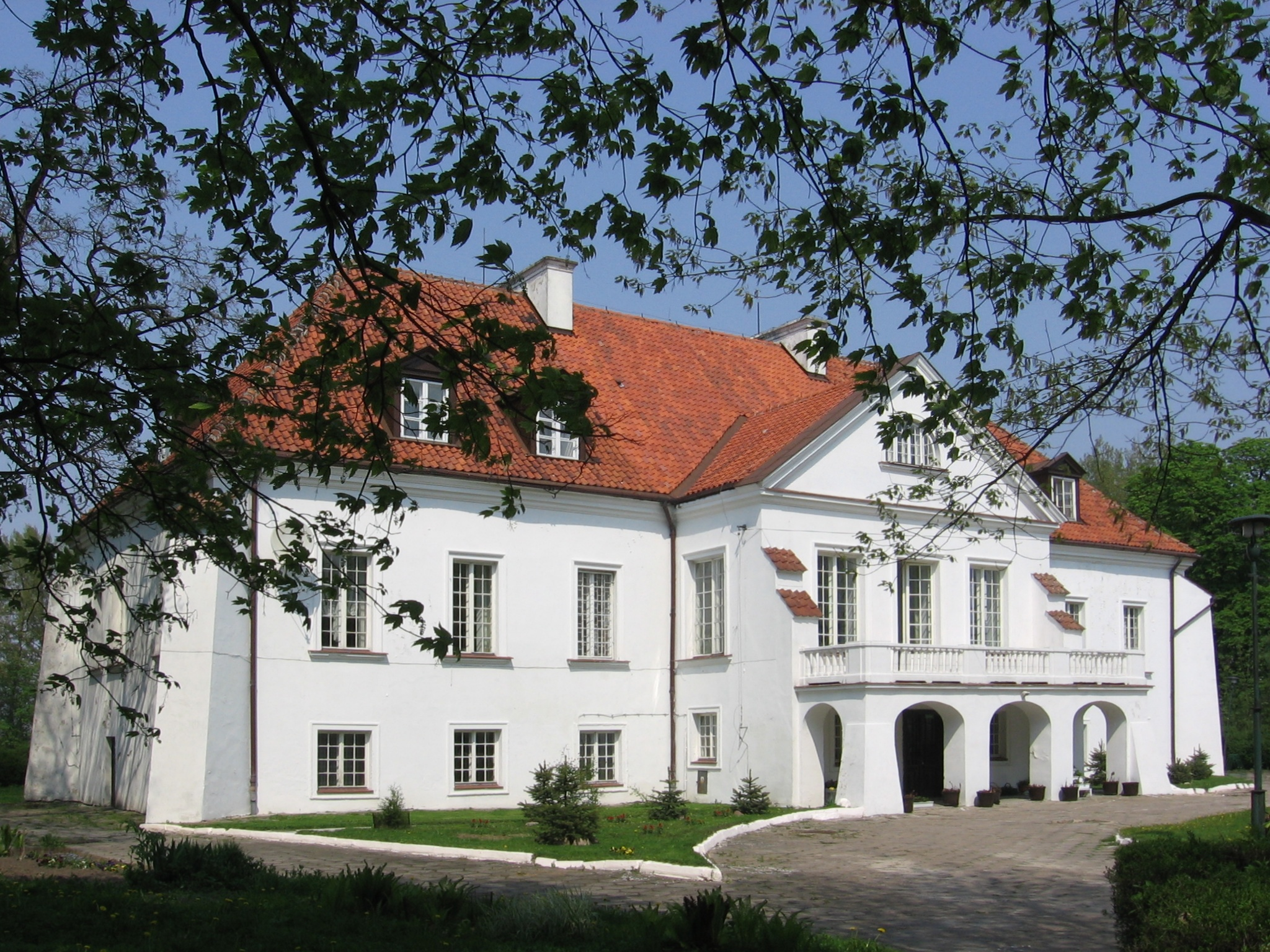
Das Herrenhaus von Kalinowa im Original; es lieferte mit seinen Familiengeschichten 1865 die Vorlage für den Opernstoff und ist bei den Polen bis heute Inbegriff des Gespensterschlosses

### Erster Akt
Silvestertag im Ritterlager nahe dem Herrenhaus von Kalinowa
Die Söhne des verstorbenen Mundschenks von Kalinowa, Stefan und Zbigniew, legen als Husarenritter vor ihren Waffengefährten das Gelübde ab, Junggesellen zu bleiben, damit sie nicht durch Gedanken an Frau und Kinder abgelenkt werden, wenn das Vaterland zu den Fahnen ruft (Chor und Duett). Sie verabschieden sich und gehen heim.
Auf Stefans und Zbigniews Gutshof
Bauernmädchen erwarten sie zu Hause. Stefan und Zbigniew erscheinen mit ihrem treuen Kammerdiener Maciej und begrüßen das väterliche Haus (Terzett). Die Truchsessin, ihre Tante, fährt mit einer Kalesche vor und eröffnet ihnen ihre Heiratspläne, findet bei denen aber kein Gehör (Terzett). Die erzählen ihr von ihrem abgelegten Gelübde und ihrem Plan, die Schuldforderungen einzutreiben. Die Truchsessin erschrickt, als sie hört, dass die beiden damit ausgerechnet beim Marschall von Kalinowa beginnen wollen: Dessen Haus ist nämlich bekannt als „Gespensterschloss“ – als Schloss, das mit einem Fluch und Gespenstern belastet ist. Stefan und Zbigniew lassen sich davon jedoch nicht beeindrucken und brechen auf nach Kalinowa (Finale).

### Zweiter Akt
Silvesterabend im Großen Saal des Herrenhauses Kalinowa
Hanna und Jadwiga, die Töchter des Marschalls, und andere Mädchen vertreiben sich am offenen Kamin mit Singen ihre Langeweile, während sie an ihren Webstühlen weiterarbeiten. Hanna fordert Jadwiga auf, fürs neue Jahr das Wahrsagen vorzubereiten (Frauenchor und Dumka).
Zu den Klängen eines Menuetts tritt der Jurist Damazy hinzu. Er trägt keine altpolnische Tracht, sondern zeigt französische Lebensart. Auf der Suche nach einer wohlhabenden Frau hält er Hand an um eine der beiden Schwestern (Duett). Doch die Kerze zur Deutung der Zukunft Hannas und Jadwigas verformt sich zu Helm und Visier. Beide Mädchen und ihr Vater, der Marschall, freuen sich über diese Prophezeiung, Damazy weniger (Quartett). Der Marschall beschreibt Damazy seine Wunschvorstellung eines Schwiegersohns und zeichnet damit das ideale Bild eines polnischen Bürgers (Adligen): ein Mensch von Tugend muss er sein; Mut, Aufrichtigkeit und Gottesfurcht im Katholizismus kennzeichnen ihn, Patriotismus sowie eine edle Haltung, durch die er Familientraditionen in Ehren hält (Polonaise-Arie).
Ausgerechnet jetzt fährt die Truchsessin am Herrenhaus vor, berichtet dem Marschall vom Gelübde ihrer beiden Neffen und behauptet, sie seien sehr feige und abergläubisch, schreckten schon beim Erwähnen des Gespensterschlosses zurück.
Der Beschließer Skołuba betritt das Zimmer, später überraschend auch Stefan und Zbigniew. Der Marschall lädt alle zum Gastmahl ein, seine beiden Töchter glauben nun aber nicht mehr, dass die beiden Söhne des Mundschenks Junggesellen bleiben wollen (da sie das Schloss betreten haben). Damazy baut darauf, seine Rivalen mit den Gespenstern des Schlosses in Schach halten zu können, und flüstert Skołuba etwas ins Ohr, was der mit heftigem Beifall quittiert (Finale).

### Dritter Akt
Silvesternacht im Schlossturm des Herrenhauses Kalinowa
Der Beschließer Skołuba hat Stefan, Zbigniew und Maciej ein Nachtlager im Schlossturm eingerichtet, erzählt nun von seltsamen Erscheinungen, die hier auf Fremde warten. Maciej bekommt es mit der Angst zu tun (Arie). Hanna und Jadwiga haben sich beide im selben Raum hinter den Gemälden ihrer Urgroßmütter versteckt. Sie beobachten, wie Maciej in jedem Gegenstand ein Gespenst sieht und wie Stefan und Zbigniew ihn zu beruhigen versuchen. Zbigniew geht mit Maciej in die Kammer nebenan. Stefan nebenan allein beginnt in der mondhellen Nacht zu träumen: Die Gespenster, die hier angeblich ihr Unwesen treiben, deutet er als die Augen der schönen Hanna. Er erinnert sich seines Gelübdes.
Die Uhr schlägt Mitternacht und ein Glockenspiel der Standuhr ertönt überraschend wie eine Polonaise von Michał Kleofas Ogiński, wie dessen Abschied vom Vaterland. Dieses Lied hatte sein Vater immer angestimmt, als er seine Kinder daran gewöhnte, mit dem Säbel umzugehen. Seit dem Tod der Mutter wurde das Lied aber nicht mehr gesungen (Arie mit Glockenspiel).
Doch auch Zbigniew nebenan in der Kammer findet keinen Schlaf. So begegnen sich beide Brüder nach Mitternacht und gestehen sich ein, dass sie verliebt sind: Stefan in Hanna und Zbigniew in Jadwiga. Die Mädels schließen sich in ihrem Versteck der Junggesellen Träumereien an und verlassen heimlich den Raum (Duett und Quartett).
Was alle nicht wissen ist, dass auch Damazy sich im selben Zimmer in der Standuhr versteckt hat und beschließt, den beiden Junggesellen einen Streich zu spielen. Doch er rechnet nicht mit Maciej, der ihn auffliegen lässt. Damazy muss die ganze Situation erklären, da er von ihm nicht verprügelt werden will. Damazy berichtet, dass das Herrenhaus von Kalinowa einst aufgrund einer „Belohnung für schandbare Dienste“ errichtet werden konnte, also mit Geld für Verrat am polnischen Vaterlande. Stefan und Zbigniew sind bestürzt, fürchten, der Fluch könne sich nun auf sie übertragen und beschließen abzureisen (Finale).

### Vierter Akt
Neujahrstag mit Festmusik und einem Faschingszug auf Schlitten
Hanna sieht keinen Widerspruch zwischen dem Ehestand und der Pflicht gegenüber dem Vaterland und ist jetzt, da sie von Stefans und Zbigniews Junggesellengelübde weiß, total unglücklich (Arie). Hocherfreut kommt Damazy dazu und berichtet Hanna die Abreise der beiden Husarenritter aus Furcht vor den Gespenstern. Hanna ist tief enttäuscht.
Der Marschall, zornig über die Streiche der vergangenen Silvesternacht, sucht nach den Tätern. Damazy hält es deshalb für klüger, wieder schnell zu verschwinden und erst wiederzukommen, wenn die Rivalen weg sind, damit er dann selbst seine Hochzeit vorbereiten kann. Der Marschall trifft auf die abreisenden Brüder Stefan und Zbigniew und befragt sie nach dem Grund ihrer plötzlichen Abreise. Sie schweigen, zugleich meldet Maciej, dass die Kutsche zur Abfahrt bereit sei. Der Marschall wird zornig, beginnt ihnen Vorhaltungen zu machen wegen ihrer offensichtlichen Feigheit. Da verrät Maciej die Erklärungen Damazys. Der Marschall, über die Verunglimpfung seines Hauses empört, befiehlt Damazy holen zu lassen, erhält aber von Skołuba nur die Meldung über dessen Abreise.
Von fern hört man das Läuten von Glöckchen, dann sieht man einen Schlitten mit dem verkleideten Damazy vorfahren. Nach einem Krakowiak und einer Mazurka erkennt ihn
der Marschall und fordert eine Erklärung, warum Damazy sein Haus als „Gespensterschloss“ verleumde. Der gibt den wahren Grund zu. Als der Marschall ihm mitteilt, die beiden Männer hätten doch ohnehin keine Heiratsabsichten, beginnt Damazy selbst seine Werbung; Stefan aber warnt ihn, um die Hand Hannas anzuhalten, ebenso Zbigniew, als er sich um Jadwiga bewirbt.
Stefan und Zbigniew wird jetzt klar, wie unsinnig ihr Junggesellengelübde war.
Der Marschall will seine Zustimmung zur Vermählung geben, fordert aber alle zuvor auf, die wahre Geschichte des Gespensterschlosses anzuhören. Er erzählt: „Vor 100 Jahren hatte sein Großvater neun Töchter. Jedes dieser Mädchen hat einen Ehemann gefunden. Aber wenn hier rauschende Hochzeiten gefeiert wurden, alterten hoffnungslos alle heiratsfähigen Jungfrauen im Umkreis, weshalb die Mütter und Tanten aus der Umgebung das Herrenhaus Gespensterschloss nannten.“ Als Stefan und Zbigniew ihre Mädchen in die Arme schließen, kommt ihre Tante, die Truchsessin. An ihr rächen sich jetzt Hanna und Jadwiga, indem sie die Melodie des Junggesellengelübdes anstimmen (Finale).

## Gestaltung

### Musik
Die Orchesterbesetzung der Oper entspricht im Wesentlichen dem Sinfonieorchester des 19. Jahrhunderts: Holzbläser: zwei Flöten (2. auch Piccoloflöte), zwei Oboen, zwei Klarinetten, zwei Fagotte / Blechbläser: vier Hörner, zwei Trompeten, drei Posaunen, Tuba / Pauken, Schlagzeug: Große Trommel, Becken, Tamburin, Triangel / Streicher / auf der Theaterbühne: Flöte, Harfe, Klarinette, Harmonium, Glockenspiel.
Das Werk verbindet wunderbar die polnischen und die kosmopolitischen Züge mit der Musik, die direkt der Komik und dem Pathos des in der Umgangssprache verfassten Librettos von Jan Chęciński entspricht. Cesar Cui, ehemals Schüler Moniuszkos, beschrieb dessen Stil in einem Nachruf als „von slawischer Klangwahl durchflutet und dem polnischen und ukrainischen Lied am nächsten liegend“. An einigen Stellen kann man auch französische, für Auber typische Züge der rhythmischen und harmonischen Pikanterie merken, italienische Motive von zweifelhafter Qualität findet man aber sehr selten. Zu den zauberhaftesten Momenten zählen diejenigen, in denen die polnische Strömung hervorgebracht wird – das feierliche Finale mit der vom Chor gesungenen Krakowiak und der Orchester-Mazurka wirkt erfrischend. Es wäre daher ein Fehler, den slawischen Charakter dieser Oper zum Vorteil des „Italianismus“ abzulehnen nur deswegen, dass eine ihrer Stärken der Rossinis würdige vokalische Lyrismus bildet. Die Arie der Hanna im 4. Akt, eine Koloraturarie mit einem beeindruckenden Obligato in der Geigenpartie, verdankt viel den italienischen Mustern; die zauberhaften „symphonischen Glockenspiele“, die im Kernpunkt der Handlung ertönen, verbinden das Beste beider Welten – delikat und lyrisch erinnern sie an die uralte Polonaise.
Diese musikalischen Kontraste entsprechen sehr wohl der Haltung, die im Leben der verschiedenen Schichten der polnischen Gesellschaft zum Ausdruck kommt und auch der Oper, die gleichwohl die alte Adelsrepublik Polen-Litauen abbildet. Möglicherweise trägt auch diese Vision der verlorenen Heimat dazu bei, dass Moniuszko im neubefreiten Polen so beliebt wurde. Seine Musik findet gleichwohl in ihrer lebendigen Charakteristik allgemeinen Zuspruch.

### Libretto
Das in der polnischen Umgangssprache verfasste Libretto spricht durch und durch die Sprache der Polen um 1865: Die niederdrückende Realität, dass die eigene Nation seit 70 Jahren von der Landkarte Europas verschwunden und der Begriff „Polen“ eher ein Idealbegriff statt eine politische Tatsache war (s. Teilungen Polens), diese Realität führte dazu, dass nationale Identität nur in künstlerischen Ideen Ausdruck fand. Deshalb war die polnische Nationaloper mehr als in jedem anderen Land nicht nur Spiegel der politischen Ereignisse, sie ersetzte sie sogar.
Aus dem „Tagebuch der Łubieńskis“ und die Bestände der Briefkorrespondenzen General Tomasz Łubieńskis geht hervor, warum sich das Herrenhaus von Kalinowa als Handlungsort einer polnischen Nationaloper eignete: Primas Łubieński, der ausgerechnet den beim Kleinadel als fremdbestimmter Kurator und Volksverräter verpönten Stanisław August Poniatowski zum Staatsoberhaupt Polen-Litauens krönte und aus Sicht des Kleinadels daher Mitschuld am Untergang seiner Republik (Adelsrepublik) trug, war im Herrenhaus von Kalinowa aufgewachsen und hier im Dorf Primas von Polen geworden. Sein Vater Feliks Łubieński war der Besitzer Kalinowas, verkaufte Dorf und Herrenhaus 1797 an die Adelsfamilie Murzynowski, nachdem er seinen Wohnsitz nach Guzów verlegt hatte. In der Oper berichtet der Jurist Damazy, dass das Schloss Marschall Murzynowskis einst aufgrund einer „Belohnung für schandbare Dienste“ errichtet werden konnte, also mit Geld für Verrat am polnischen Vaterlande. Und der Marschall selbst beginnt beim Opernfinale die Geschichte des Gespensterschlosses mit „Vor 100 Jahren hatte mein Großvater...“. Dies war für das Warschauer Publikum um 1865 eine deutliche Anspielung auf den gefühlten Volksverrat Primas Łubieńskis 1764 bei der letzten Königskrönung in der Geschichte Polens. Es soll den Rückschluss ziehen: So verwunschen er, so verwunschen sein Schloss; abergläubig, wie Polen sind, fürchten die Husarenritter Stefan und Zbigniew, dass sich der Łubieński-Fluch (Verrat an der eigenen Person, der eigenen Familie und am eigenen Vaterlande zu verüben) auch schleichend auf sie überträgt.
Das „Gespensterschloss“ ist architektonisch ein typisch polnisches Herrenhaus des Barocks, vor 1652 erbaut von Wojciech Jan Łubieński († 1653); ein mehrstöckiges Gebäude mit niedrigem Parterre, Risaliten und Arkaden, von der Vorderseite schön abgestuft. Die szenischen Instruktionen und Angaben zum Bühnenbild des Opernlibrettisten beschreiben die reale Innenarchitektur um 1865 (durch grundlegende Restaurierungsarbeiten der Familie Murzynowski und umfangreiche Umbauten am Herrenhaus im Jahr 1916 verloren gegangen). Jede gute Inszenierung dieser Oper wird daher auf der Theaterbühne das real existierende, barocke Herrenhaus von Kalinowa in seiner Beschaffenheit von 1865 hervorragend kopiert wissen wollen.
Indem man diese Oper Moniuszkos als „die polnische verkaufte Braut“ bezeichnet, werden die einzigartigen Qualitäten des Meisterwerkes auf keinen Fall verleugnet, es deutet dagegen darauf, dass die Partitur mit großer Inspiration beladen ist. Beide Opern bilden eine Art Cocktail von Liebe, Verrat und familiären Intrigen, gezeigt auf dem Hintergrund der heimatlichen Folklore. So gewährt Das Gespensterschloss einen Einblick in das idyllische Leben eines Herrenhauses, thematisiert den Konflikt zwischen Patriotismus und der Sehnsucht nach einem ruhigen Familienleben und zeichnet damit gleichzeitig das ideale Bild eines polnischen Bürgers: ein Mann von Tugend muss er sein; Mut, Aufrichtigkeit und Gottesfurcht im Katholizismus kennzeichnen ihn, Patriotismus und eine edle Haltung, durch die er Familientraditionen in Ehren hält.

## Geschichte

### Entstehung
Die polnische Musik des 19. Jahrhunderts knüpft sich für viele Ausländer an Chopin. Und obwohl Chopin tatsächlich der größte Komponist sein kann, den Polen hervorgebracht hat, ist er nicht unbedingt die Figur, die dem polnischen Herzen am nächsten liegt. Für viele ist dieser Platz für Moniuszko reserviert, der ähnlich wie Glinka in Russland, als "Vater der polnischen Nationaloper" bezeichnet wird. Nach dem Triumph der zweiten Version seiner Oper Halka (Oper in 4 Akten) der Warschauer Premiere am 1. Januar 1858, tourte er durch Frankreich mithilfe der Pianistin Maria Kalergis, wo er in Paris auf Auber und Rossini traf. Nach einem Besuch in Berlin traf er in Prag den tschechischen Nationalkomponisten Bedřich Smetana, der dort die Prager Premiere seiner Oper Halka vorbereitete. Letztlich besuchte Moniuszko auch Weimar und dort Franz Liszt.
Am 1. August 1858 wurde Moniuszko in Warschau zum Chefdirigenten der Opera Narodowa (Polnische Nationaloper) im Teatr Wielki ernannt. Schon während des ersten Jahres schafft Moniuszko es, eine seiner Opern auf den Spielplan zu setzen (Oper Flis) und dirigierte während seiner folgenden 15 Jahre im Amt beinahe ausschließlich eigene Kompositionen. Hoffend, dass die Pariser eine seiner Opern ins Programm nehmen, reiste Moniuszko im Jahr 1862 erneut nach Frankreich. Der Erfolg blieb aus. Aufgrund des Wandels der politischen Verhältnisse im Zuge des polnischen Januar-Nationalaufstands, der im Ausland unvorteilhaft für künstlerische Aktivitäten war, kehrte er sehr früh auch wieder heim. 1864 begann Moniuszko am Warschauer Konservatorium Harmonik, Kontrapunkt und Komposition zu lehren, leitete dort den Chor. Seine Schüler dort waren u. a. Zygmunt Noskowski und Henryk Jarecki. Am 28. September 1865 erfreute sich die Uraufführung seiner neuen Oper Das Gespensterschloss enthusiastischer Rezeption und bewies einen Erfolg vergleichbar mit dem seiner Oper Halka. Er wurde am Warschauer Konservatorium zum Professor für Komposition und Musiktheorie berufen.

### Rezeption
Nach der erfolgreichen Uraufführung am 28. September 1865 im Teatr Wielki in Warschau gab es nur zwei weitere Aufführungen, bevor die Russische Zensur jede weitere Aufführung verbot: Den Drei Teilungsmächten (Russland, Preußen und Österreich) erschien dieses Werk mit polnisch-patriotischen Untertönen zu gefährlich und für ihre Russifizierungs- bzw. Germanisierungspolitik kontraproduktiv, gerade weil der tragische Januaraufstand erst 2,5 Jahre zurücklag. Die Oper wurde bis 1914 nicht mehr gespielt.
Eine Filmadaption realisierte im Jahr 1936 der Regisseur Leonard Buczkowski in Zusammenarbeit mit der Produktionsfirma Imago Vox, dem Komponisten Adam Wieniawski, zahlreichen Solisten und dem Orchester des Polskie Radio unter der Leitung von Tadeusz Górzyński. Die Hauptrollen besetzten Witold Conti (Stefan), Kazimierz Czekotowski (Zbigniew) und Lucyna Szczepańska (Hanna).
Die erste bedeutende Opernproduktion der Nachkriegszeit war 1953 die Produktion des Teatr Wielki in Posen unter der Leitung des Dirigenten Walerian Bierdajew. Während der folgenden zwei Jahre entstanden hiervon Opernmitschnitte, die schließlich als Tonträger auf dem Markt erschienen. Im Jahr 1966 folgte im wiederaufgebauten, erweiterten und frisch eingeweihten Neubau des Teatr Wielki in Warschau unter der Leitung von Witold Rowicki die nächste herausragende Opernproduktion der Nachkriegszeit. Dazu wurde ebenfalls ein technisch einwandfreier Opernquerschnitt auf LP (Polskie Nagrania XL 0253; 25 Mark.) präsentiert.
Im Jahr 1970 übersetzte Dr. George Conrad das Opernlibretto ins Englische und realisierte in Bristol mithilfe der University of Bristol Operatic Society noch im gleichen Jahr die Weltpremiere seiner englischen Version unter dem Titel The Haunted Manor. Da Polen nun als Mitglied des Warschauer Pakts erneut unter russischer Fremdherrschaft stand wie einst bei der Uraufführung der Oper, reisten Polen aus der ganzen britischen Polonia an und zollten ihr stürmischen Beifall. Der durchschlagende Erfolg hier führte in England zu dutzenden Opernaufführungen in der englischen Version.
Marek Weiss-Grzesińskis Opernproduktion unter der Leitung des Dirigenten Robert Satanowski am Teatr Wielki in Warschau fand bei der Premiere am 31. Dezember 1983 ebenso große Resonanz beim polnischen Publikum. Sie wurde 1986 live mitgeschnitten und international als Videokassette verkauft. Für die US-amerikanische Polonia wurde sie 1997 an der Buffalo Opera (Dir. Kowalski, Szen. Sadowski, Biegańska, Chor. Weiss) neu aufgelegt, im Dezember 2015 auch an der Baltischen Oper in Danzig (Dir. Kozłowski, Szen. Szymczak).
Nach der jahrelang gespielten Inszenierung von Marek Weiss wollten sich die Theaterdirektoren um die Jahrtausendwende mit einer Neuinszenierung der polnischsten aller polnischen Opern präsentieren: Dazu verpflichteten sie ab 2001 Solisten, Chor und Orchester ihres Staatstheaters sowie den Dirigenten Jacek Kaspszyk und die Produzenten Lech Dudzik, Gabriela Blicharz, Andrzej Sasin, Julita Emanuiłow, Roger P. de Scot, ebenfalls Aleksandra Nagórko. Anna Kaspszyk übersetzte das Libretto neu ins Englische, so dass es international „dem Geist nach“ verstanden werden kann. Premiere war am 9. Februar 2001 in Originalsprache, erstmals mit englischen Untertiteln. Vom 25.–30. Juni 2001 realisierte das britische Musiklabel EMI Classics mit der aktuellen Opernproduktion der Polnischen Nationaloper im Teatr Wielki Warschau eine internationale CD-Produktion und beauftragte 2003 den britischen Opernkritiker Dr. John Allison, sich mit dem Werk kritisch auseinanderzusetzen (s. Booklet des 2CD-Sets). Das Doppelalbum erschien im Jahr 2003 bei EMI Records Ltd.
Im Februar 2007 erlebte das Teatr Wielki in Posen eine erfolgreiche Neuauflage der Oper in der Inszenierung von Emil Wesołowski (Dir. Wieloch, Szen. Sosnowski, Chor. Mariusz Otto).
Zwei Jahre später stellte der US-Amerikaner Donald Pippin in der Pocket Opera, San Francisco seine neue Übersetzung des Librettos ins Englische vor und brachte die Oper dort zur Aufführung. In der Inszenierung von Krystyna Janda (Dir. Wajrak, Szen. Maciejewska, Chor. Jarząb) feierte Das Gespensterschloss im Oktober 2014 am Teatr Wielki (Łódź) Premiere und wurde dort seitdem regelmäßig ins Programm aufgenommen.
Anlässlich des 150. Geburtstages der Oper Das Gespensterschloss und des 50. Geburtstages des Teatr Wielki in Warschau im Jahr 2015 beauftragten die Theaterdirektoren erstmals einen Nichtpolen mit der Inszenierung der Oper: Der britische Regisseur und Opernvisionär David Pountney hofft einen lang erwarteten Skelettschlüssel zur Tür eines modernen und universellen Moniuszko-Theaters zeigen zu können und versetzt die Oper aus dem 19. Jahrhundert ins Polen der Zwischenkriegszeit, an den Moment der ersten euphorischen Friedenspause nach einer langen Zeit der Fremdherrschaft. Zugleich konstruiert er eine Serie an Tableaux, die sich auf die visuellen Ikonen jener Zeit beziehen, gezeichnet nach Gemäldevorlagen Stanisław Wyspiańskis und Władysław Podkowińskis. Theaterpremiere mit englischen Untertiteln war am 8. November 2015, die Internetpremiere mit polnischen und englischen Untertiteln auf The Opera Platform am 19. November 2015. Erstmals konnte ein viel breiteres Publikum im Ausland die Oper live mitverfolgen und sich ein Bild von ihr machen.

## Aufnahmen/Diskographie
- Walerian Bierdajew (Dirigent): Straszny Dwór mit Paprocki, Kossowski, Kawecka, Woźniczko, Kostrzewska, Kurowiak, Peter, Mariański, Łukaszek, Chor und Orchester der Poznań Opera, LP 1953/1954
- Straszny Dwór – Ein Opernquerschnitt. Ein Fernsehfilm, VHS 1976[15]
- Marek Grzesiński (Regie): Straszny Dwór. Ein Live-Mitschnitt[16] aus dem Moniuszko-Saal des Teatr Wielki (Warschau) mit Hiolski, Ciopińska, Pańko, Szmyt, dem Chor & Orchester der Polnischen Nationaloper, Dirigent: Robert Satanowski. VHS (134 min.) Contal International Ltd., 1986
- Witold Rowicki (Dirigent): Straszny Dwór mit Hiolski, Ładysz, Paprocki, Słonicka, Nikodem. Chor und Orchester der Polnischen Nationaloper, CD Polskie Nagrania Muza PNCD093, 1992
- Jan Krentz (Dirigent): Straszny Dwór mit Betley-Sieradzka, Baniewicz, Nikodem, Ochman, Hiolski, Mroz, Saciuk. Orchestra und Choir of the PRiTV, Kraków. 4CDs Polskie Nagrania Muza SX 0253, 2003.
- Jacek Kaspszyk (Dirigent): The Haunted Manor – Straszny Dwór mit Kruszweski, Hossa, Lubańska, Szmyt, Stachura, Nowacki, Toczyska, Macias, Chor und Orchester der Polnischen Nationaloper. Aufnahme im Teatr Wielki (Warschau) vom 25.–30. Juni 2001, 2CDs EMI Records Ltd., 2003.